# كاتي لينا ندياي
كاتي لينا ندياي (بالإنجليزية: Katy Léna N'diaye)‏ (من مواليد عام 1968) هي مخرجة أفلام وثائقية سنغاليّة-فرنسيّة. اشتهرت كاتي لينا بفضلِ إخراجها لعددٍ من الأفلام الوثائقيّة عن المرأة في أفريقيا.

## الحياة المُبكّرة
وُلدت ندياي في السنغال لكنها نشأت في أوروبا. درست الأدب الحديث في العاصِمة الفرنسية باريس، وأكملت دراستها في مجال الصحافة الإذاعية. عملت صحفيةً في تي في 5 موند وآر تي بي إف وتعيشُ في الوقت الحالي في العاصمة البلجيكيّة بروكسل.

## المسيرة المهنيّة
بدأت ندياي مسيرتها المهنيّة في عالم الإخراج السينمائي عبر إخراجها للفيلم الوثائقي آثار (بالإنجليزية: Traces)‏ الذي وصفه إلفيس ميتشل في صحيفة نيويورك تايمز بأنه «حاد بصريًا وغير رسمي بشكل لطيف.» تشرحُ ثلاث نساء مسنات في الفيلم الوثائقيّ محتوى الجداريات التي تُغطِّي الأكواخ المصنوعة من الطين المُحَمَّر. وثّقت كاتي ندياي في فيلمها الوثائقيّ الآخر الذي صدر تحتَ عنوان في انتظار الرجال ثلاث نساء كبيرات في السنّ يتحدثن في شتَّى الأمور أثناء قيامهن برسم سور البلدة في ولاتة وهي واحةٌ على حافة الصحراء الكبرى جنوب شرق موريتانيا.

## قائمة أعمالها
هذه قائمةٌ بأبرز أعمال كاتي ندياي:
| السنة | العنوان            | العنوان الأصلي               | ملاحظات                                |
| ----- | ------------------ | ---------------------------- | -------------------------------------- |
| 2003  | آثار: بصمات نسائية | Traces, empreintes de femmes | فيلم روائي صدر عام 2003 وطوله 55 دقيقة |
| 2007  | في انتظار الرجال   | En attendant les hommes      | فيلم روائيّ صدر عام 2007 وطوله 57 دقيقة |
| 2019  | الوقتُ في صالحنا    | On a le temps pour nous      | فيلم روائيّ صدر عام 2019 ومدته 67 دقيقة |